# Magnus Friedrich von Barner
Magnus Friedrich von Barner (1720 – 31. maj 1815 i Slesvig by) var en dansk officer.
Han var søn af den mecklenburgske adelsmand Christoph Magnus von Barner til Cressin, kom i en alder af nogle og tyve år til Danmark og fik ansættelse som premierlieutenant i Livgarden til Fods, hvor han, efter 1756 at være udnævnt til kaptajn, blev kompagnichef 1762 og major 1765. 1767 blev han oberstløjtnant ved Sjællandske Infanteriregiment, men overgik i slutningen af året til Danske Livregiment, som han efter regimentschefens død 1770 midlertidig kommanderede. Hans embedsførelse synes ikke at have været den bedste, i alle fald kom han på kant med Struensees parti, og efter først at være tildelt en irettesættelse for forsømmelighed blev han ved kabinetsordre af 17. maj 1771 forsat til nordenfjeldske regiment i Norge med skarpt pålæg om inden sin afrejse at aflevere regimentskassen i rigtig stand til oberstløjtnant Hans Jacob Henning Hesselberg, der under oberst Seneca Otto von Falkenskiold overtog hans kommando.
Efter kuppet mod Struensee 17. januar 1772 blev Hesselberg imidlertid sat i fængsel på Bremerholm, og de nye magthavere kaldte Barner tilbage og ansatte ham på ny som kommandør for Livregimentet, hvis nominelle chef var Carl Wilhelm Sames. 1774 fik Barner obersts karakter, men han følte sig misfornøjet med at stå som næstkommanderende og indgav samme år sin ansøgning om afsked. Ansøgningen bevilgedes dog ikke, fordi man, som det hedder, ikke kunne se, af hvilken kasse hans pension skulle tages, og man søgte at stille ham til freds med løfte om befordring. Denne udeblev dog noget, da man heller ikke kunne se, af hvilken kasse regimentschefsgagen skulle tages, og Barner ytrede gentagne gange sin utålmodighed, men endelig 1777 imødekom man hans længe nærede ønske og gjorde ham til chef for Livregimentet. Året forud var han blevet naturaliseret som dansk adelsmand, 1780 blev han udnævnt til generalmajor. 1787 fik han afsked på grund af svagelighed og tilbragte resten af sin tid mest i Slesvig, hvor han, hele 95 år gammel, døde ugift 31. maj 1815.